# Ceratozamia latifolia
Ceratozamia latifolia Miq., 1848 è una pianta appartenente alla famiglia delle Zamiaceae diffusa sui monti della Sierra Madre Orientale, in Messico.
Il suo nome deriva dal latino, e significa "foglia larga".

## Descrizione

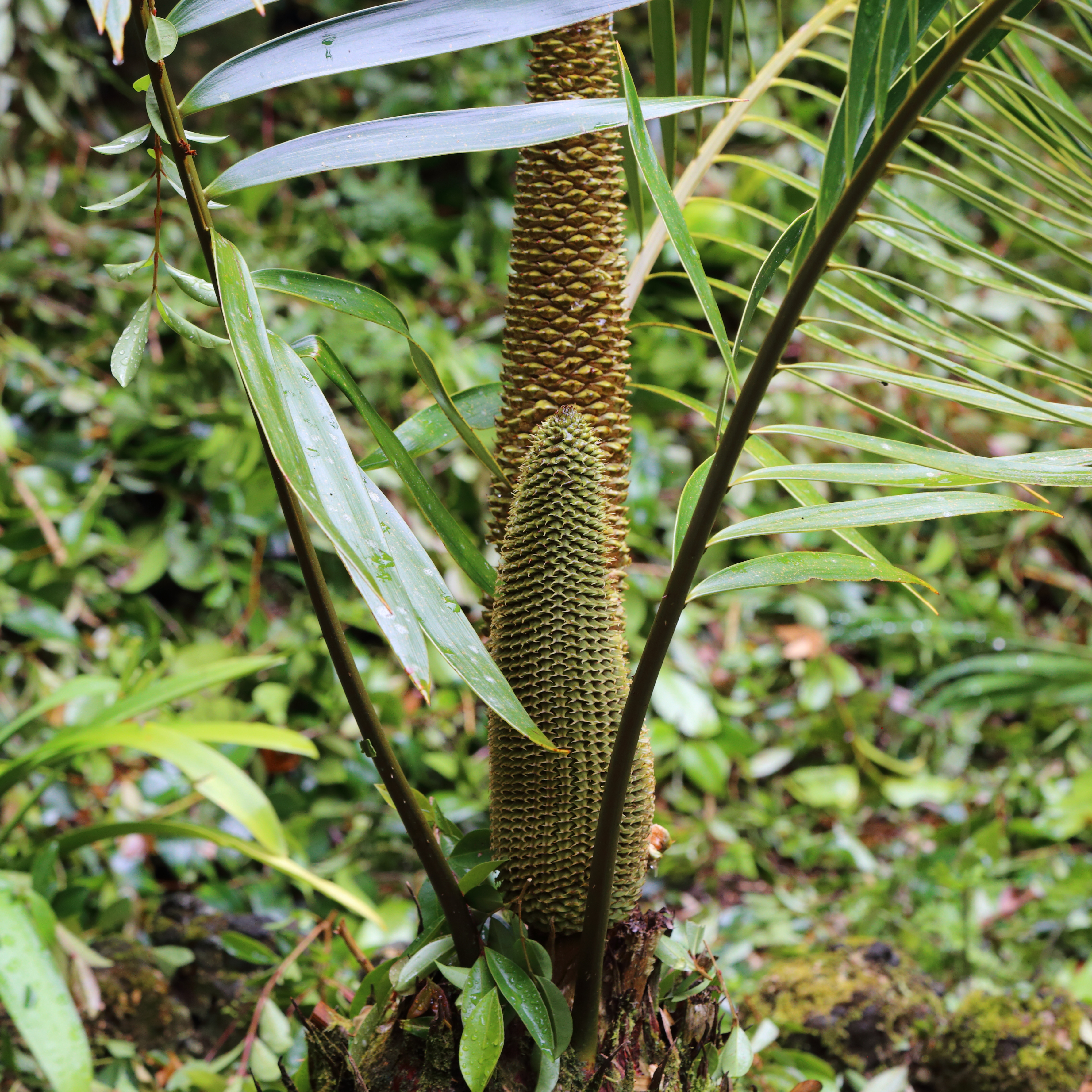
Coni maschili

Queste piante hanno un portamento arbustivo, con un fusto di 10–20 cm di lunghezza e 10 cm di diametro.
Le foglie sono lunghe 50–100 cm; quelle più giovani hanno un colore bruno o rossiccio, mentre quelle più vecchie sono di colore verde chiaro. Le foglioline, leggermente asimmetriche all'apice, sono lunghe 14–24 cm e larghe 2–4 cm; ogni pianta ne possiede da 15 a 40 paia, e sono disposte sul rachide in modo leggermente spiralato. Il picciolo, lungo 15–20 cm, è generalmente sprovvisto di spine.
È una specie dioica, con coni maschili fusiformi, di colore giallo verdognolo, lunghi 15–17 cm e di 2-2,5 cm di diametro. Sono dotati di un peduncolo lungo 5  cm. I coni femminili sono di forma più ovoidale, lunghi 5–6 cm e larghi 4-4,5 cm.
I semi hanno una forma ovoidale; sono lunghi 18–19 mm e sono ricoperti da un tegumento inizialmente bianco, che diviene bruno a maturità.

## Distribuzione e habitat
Questa specie è diffusa negli stati di Hidalgo, Querétaro e San Luis Potosí, in Messico
Cresce nelle foreste di querce della Sierra Madre Orientale, spesso in zone accidentate come canyon o zone carsiche calcaree.

## Tassonomia
Ceratozamia latifolia fa parte del cosiddetto Ceratozamia latifolia species complex, un gruppo di specie con caratteristiche simili che comprende C. microstrobila, C. huastecorum, C. decumbens e  C. morettii.

## Conservazione
La IUCN Red List classifica C. latifolia come specie in pericolo di estinzione (Endangered). Le principali minacce sono costituite dalla raccolta illegale a scopo ornamentale e dal disboscamento per le piantagioni di banane e di caffè.
La specie è inserita nella Appendice I della Convention on International Trade of Endangered Species (CITES).